# Baldwin Martin Kittel
Baldwin Martin Kittel (ou Balduin) (1798 - 1885 ) foi um botânico e briólogo alemão .
Traduziu para o alemaão a obra New elemens of botany, applied to medicine, with the use of the pupils who follow the courses of the Medical college and the Garden of the King, de Achille Richard (1794-1852)  

## Algumas publicações
- 1844. Taschenbuch der Flora Deutschlands ... 2ª ed. Nürenberg

### Livros
- 1826. Mémoires d'histoire naturelle. Ed. Decourchant & Gallay. 144 pp.
- 1840. Skizze der geognostischen Verhältnisse der nächsten Umgegend Aschaffenburgs. Ed. Bei C. Krebs. 63 pp.